# Ulica Krupówki w Zakopanem
Krupówki – ulica w Zakopanem będąca główną osią miasta. Jej nazwa pochodzi od polany Krupówki. Krupówki zaczynają się na skrzyżowaniu z ulicą Nowotarską i Kościeliską, następnie ulica biegnie ponad kilometr w kierunku południowo-wschodnim, cały czas pod górę, do skrzyżowania z ulicą Zamoyskiego i aleją 3 Maja. Tradycyjnie Krupówkami nazywano dawniej również ulicę Zamoyskiego.

## Opis ulicy
Krupówki to deptak zamknięty dla ruchu pojazdów samochodowych, a nawet rowerów, przeznaczony wyłącznie do ruchu pieszego. Jest kultową ulicą tego miasta, w sezonie turystycznym i narciarskim są na niej tłumy turystów. Ulica powstała w związku z istnieniem huty w Kuźnicach. W 1992 r. rozpoczęto jej modernizację, która u części mieszkańców i turystów wzbudzała kontrowersje. Jej nawierzchnię zbudowano z wydobytych spod dawnego asfaltu kostek czarnego bazaltu, szarego granitu i czerwonej kostki betonowej. Ułożono je w fantazyjne wzory. Zamontowano też na granitowych postumentach nowe, pochylone latarnie w formie pastorałów i infrastrukturę uliczną; ławki, odpływy wód deszczowych itp. Przebudowę ulicy zaprojektowali architekci Maciej Krawczyński i Andrzej Orłowski. Większość budynków przy ulicy to obiekty użyteczności publicznej; sklepy, restauracje, bufety, hotele, apteki. Liczne są atrakcje dla turystów; przejażdżka dorożką, zdjęcie z białym misiem, pamiątki itp. Skrzyżowanie Krupówek z ulicą Kościuszki jest uważane za cenralny punkt Zakopanego.
Z niektórych miejsc Krupówek widoczna jest Gubałówka i Tatry, zwłaszcza Giewont.

## Architektura
Zabytki
- kościół Świętej Rodziny z cmentarzem i ogrodzeniem (nr 1a)[5]
- willa „Staszeczkówka” (nr 3)[6]
- dawna Szkoła Przemysłu Drzewnego (nr 8)[6]
- Muzeum Tatrzańskie (nr 10)[6]
- Dworzec Tatrzański (nr 12)[6]
- dom „Bazar Polski” (nr 41)[6]
- willa „Poraj” (nr 50)[7]
- willa „Kasprowy Wierch” (nr 50b)[7]
- dom (nr 52)[7]
- willa „Zośka” (nr 77)[7]

Inne obiekty
- Dom Turysty im. Mariusza Zaruskiego w Zakopanem (przy bocznej uliczce)
- Hotel „Morskie Oko”. W nim rozpoczął sceniczną działalniość Stanisław Ignacy Witkiewicz, występowała w nim Helena Modrzejewska, tu utworzył kabaret literacki Jerzy Żuławski
- hotele Litwor, Gromada-Gazda, Sabała
- siedziba zarządu przedsiębiorstwa Polskie Koleje Linowe, Sp. z o.o.
- postój dorożek

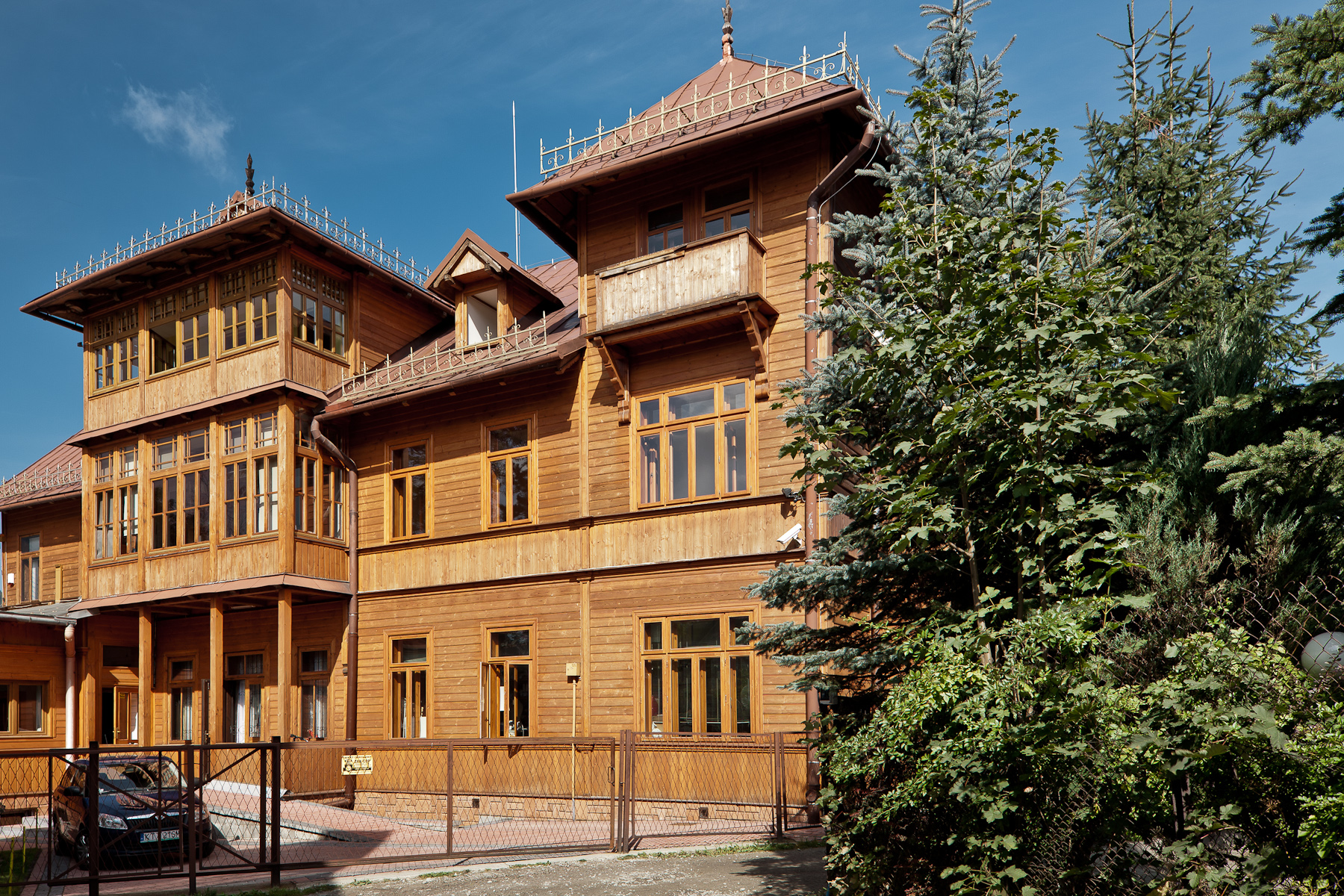
Willa „Poraj” (2011)
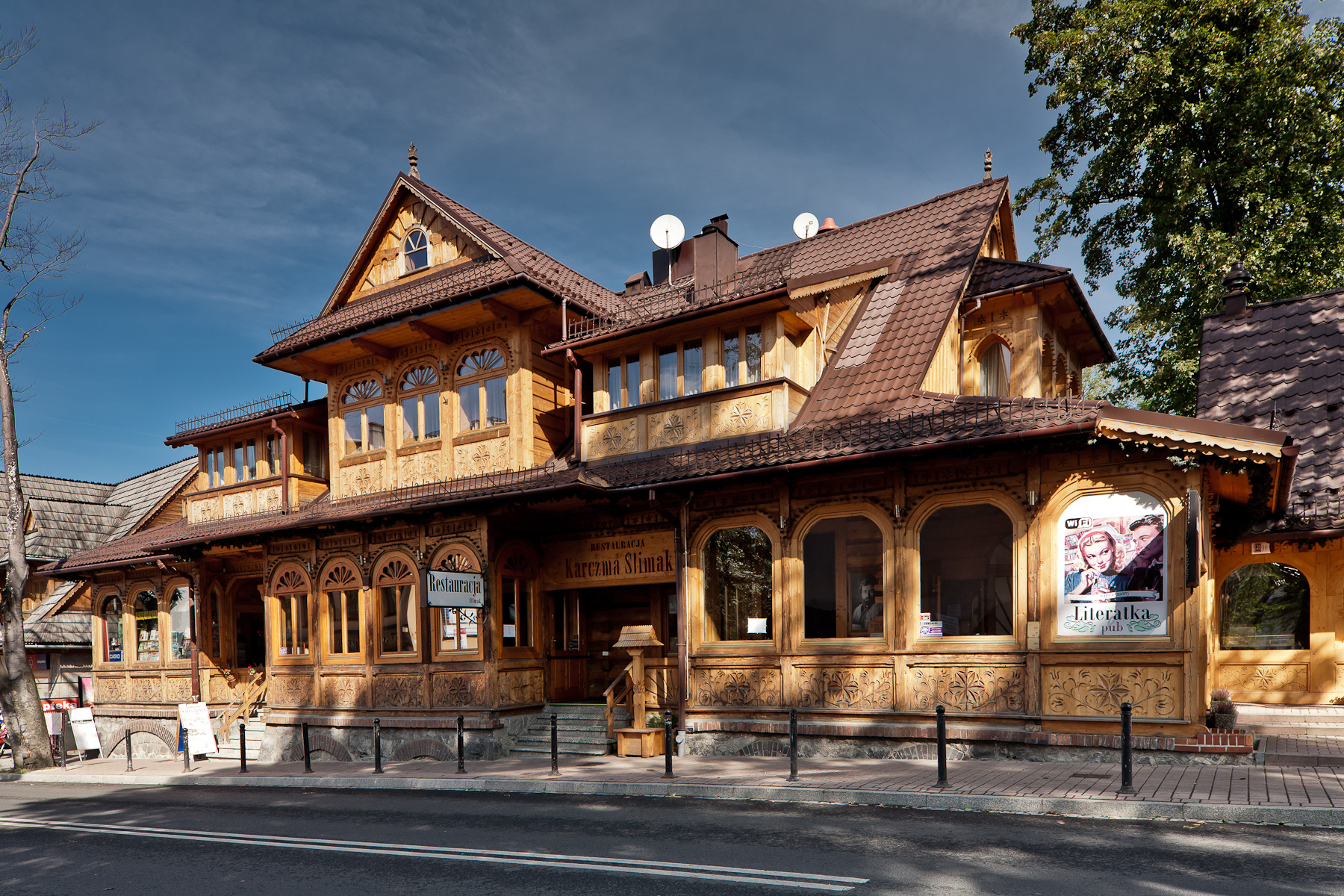
Willa „Zośka” (2011)
- Turyści na deptaku w sezonie letnim
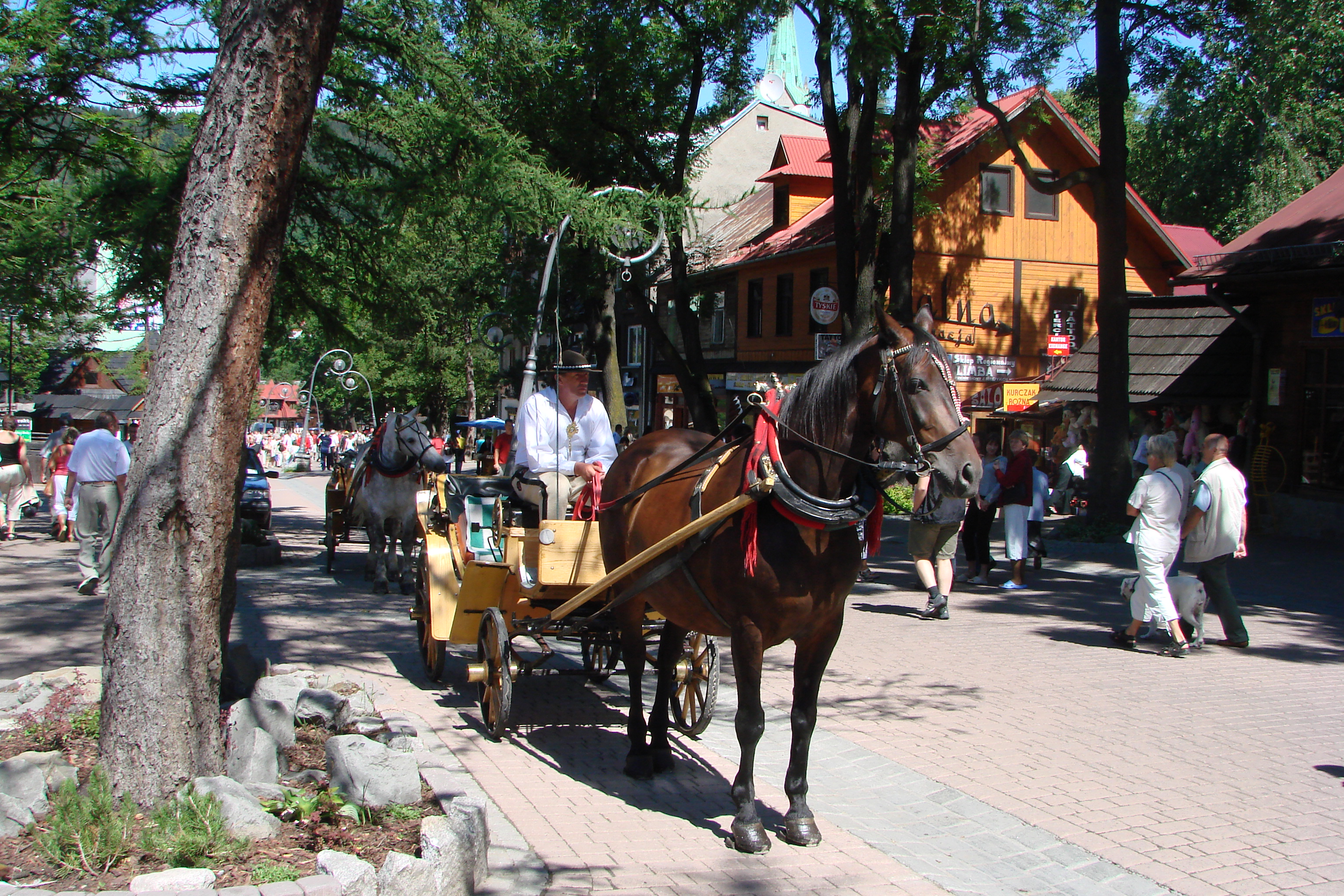
Powóz konny
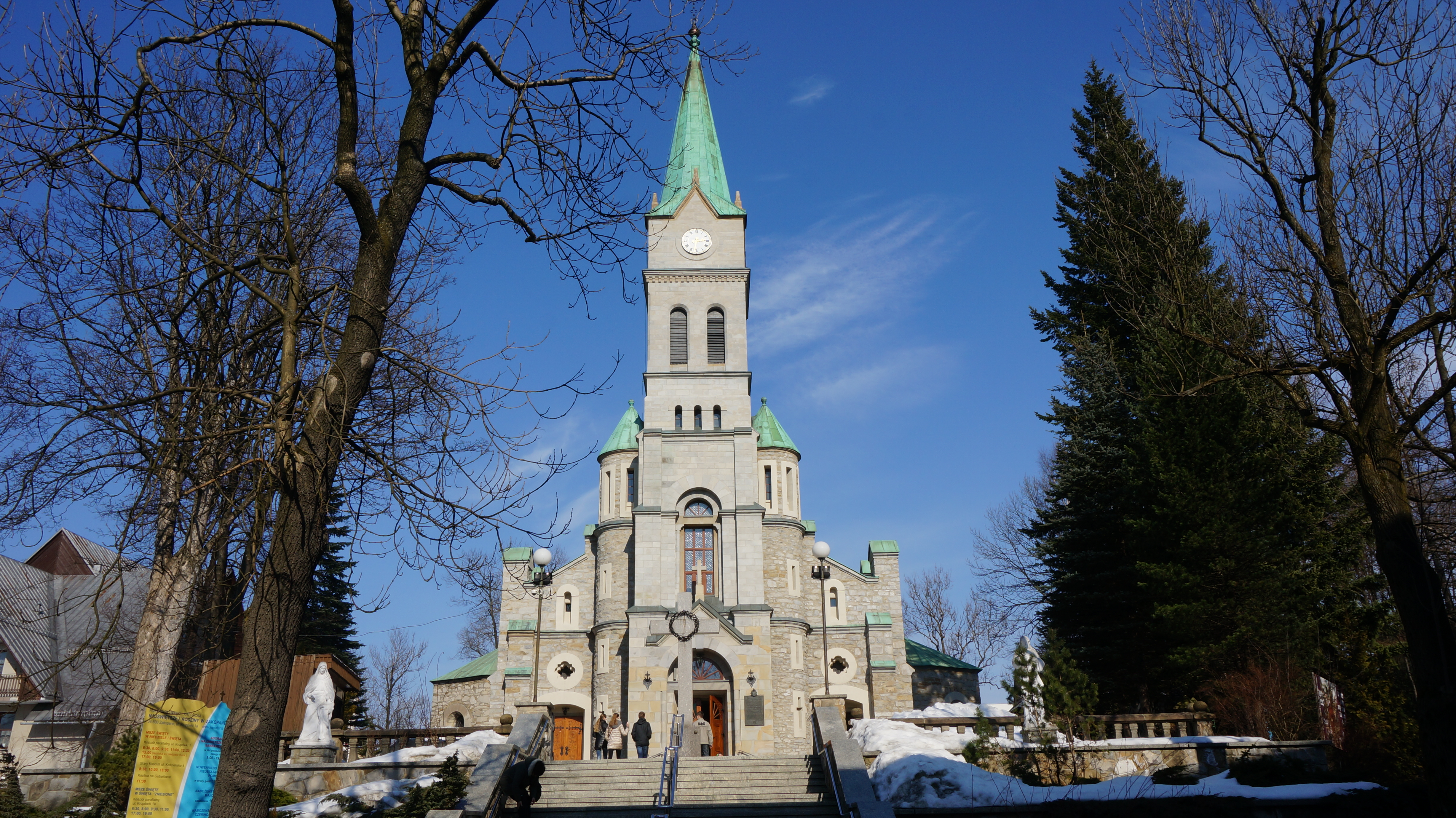
Neoromański kościół parafialny pw. Świętej Rodziny na Krupówkach